# Ploutos
Pour les articles homonymes, voir Ploutos (homonymie).
Dans la mythologie grecque, Ploutos, également connu sous le nom romanisé Plutus (en grec ancien Πλοῦτος / Ploûtos), est la divinité de la richesse et de l'abondance. Il est le fils d'Iasion (ou Iasos) et de Déméter, qui s'unirent sur une jachère trois fois labourée.

## Mythe

### Période archaïque

#### La première tradition attestée se trouve dans laThéogonied'Hésiode
« Déméter, divine entre les déesses, donna le jour à Ploutos, unie d'amour (philotês) charmant au héros Jason, dans une jachère trois fois retournée, au gras pays de Crète ; et Ploutos, bienfaisant, va parcourant toute la terre et le vaste dos de la mer, et du premier passant aux bras de qui il tombe il fait un riche et lui octroie large opulence. »
Il est le fils de Déméter et Iasion dont elle s'éprit au mariage de Cadmos et d'Harmonie. Ayant consommé allégrement le nectar servi au banquet, les deux divinités s'unirent dans un champ labouré trois fois. Comprenant aux traces de boue présentes sur les bras et les jambes de Iasion et Déméter ce qu'il venait de se passer, Zeus frappa à mort son fils de sa foudre.

#### Hipponax
Selon un fragment grec attribué à Hipponax :
« Ploutos est aveugle, mais vraiment aveugle
Il n'est jamais venu chez moi
Pour me dire : « Tiens, Hipponax, voilà trente mines
D'argent, et un peu d'autres en plus » C'est un lâche. »

#### Théognis de Mégare
Dans ses poèmes élégiaques, l'auteur dit :
« Ce n'est pas sans raisons, ô Ploutos, que les hommes t'honorent plus que tout : tu t’accommodes si aisément de la bassesse !
Oui, il semblerait juste que l'homme de bien possédât la richesse, et le méchant mérite le fardeau de la pauvreté. »

### Chez Aristophane

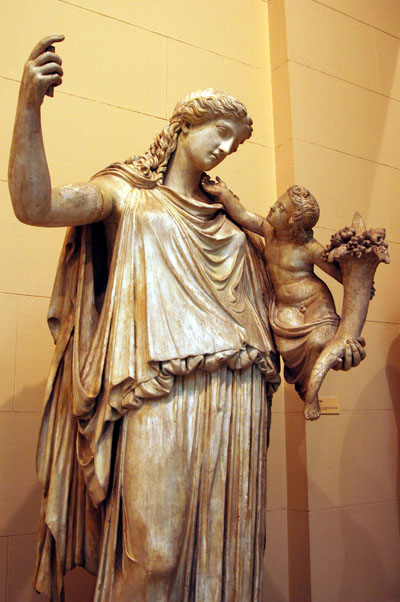
Eiréné (la Paix), l'une des Heures, portant Ploutos.

Dans Ploutos, la divinité est représentée par Aristophane (et la sagesse populaire) comme étant aveugle, parce qu'elle visite indifféremment les bons et les mauvais. Au dire d'Aristophane, ce serait Zeus lui-même qui aurait aveuglé Ploutos pour l'empêcher de récompenser les gens de bien et le forcer à favoriser aussi les méchants. Chrémylos, sous les conseils de l'oracle de Delphes, convainc Ploutos de se rendre à Éleusis - au sanctuaire d'Apollon - afin de se soigner. Après sa guérison, Ploutos réserve à nouveau la richesse aux honnêtes gens.

### ChezDiodore de Sicile
« Plutus est né de Cérès et de Iasion dans un lieu qu'on appelait le Tripode de Crète, et l'on raconte sa naissance en deux manières. Les uns disent qu'Iasion ayant jeté diverses semences sur la terre et leur ayant donné la culture convenable, il en sortit des fruits de toute espèce avec une abondance à laquelle il donna le nom de Plutus, de sorte qu'il a passé en usage de dire de celui qui a plus de bien qu'il ne lui en faut, qu'il possède Plutus ou les richesses. Mais d'autres prétendent que Plutus, fils de Cérès et de Iasion, fut le premier qui s'avisa d'amasser des richesses, précaution négligée par les hommes de l'ancien temps. Voilà ce que les Crétois racontent des dieux qu'ils disent être nés parmi eux. Ils croient donner une preuve invincible qu'ils sont les premiers auteurs de leur culte de leurs sacrifices et de leurs Mystères par l'observation suivante, c'est qu'au lieu que l'on accompagne d'un grand secret l'initiation d'Eleusine en Grèce, la plus célèbre de toutes, aussi bien que celle de Samothrace et celle des Ciconiens de la Thrace, compatriotes d'Orphée, qui établit cette cérémonie en ce pays-là, chez les Cnossiens de Crète, au contraire, l'initiation se reçoit publiquement, les mystères sacrés se célèbrent à la vue de tout le monde et l'on ne cache rien à ceux qui veulent s'instruire de leur signification. »

### Chez Lucien de Samosate
Lucien rédige un dialogue : Timon ou Le misanthrope. Timon d'Athènes, réputé par sa misanthropie, est mis en scène au côté de Plutus, où Lucien lui attribue une foule de caractéristiques satiriques.

### Dans la Divine Comédie de Dante
Au moyen-âge, à l'époque notamment des ordres mendiants, Plutus, divinité des Richesses et de l'abondance peut être confondue avec la figure de Pluton, Dieu des Enfers. Il est annoncé dans la Divine Comédie de Dante au Chant VI comme Pluto, le grand ennemi, et intervient au Chant VII comme présidant au 4°cercle des enfers, celui des avares et prodigues qui roulent des rochers en s'injuriant mutuellement.

## Représentations

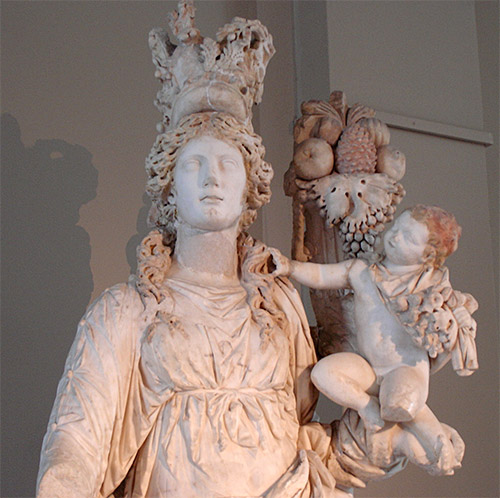
Déméter (ici sous les traits de Tyché, la Fortune) en compagnie de son fils, Ploutos

Ploutos figure dans le cortège de Déméter et de Perséphone sous les traits d'un jeune homme, ou encore d'un enfant portant une corne d'abondance. Plus tard, avec le développement de la richesse mobilière, Ploutos se détacha du groupe de Déméter, et devint la personnification de la Richesse en général.

## Sources
- Diodore de Sicile, Bibliothèque historique [détail des éditions] [lire en ligne] (V, 77).
- Hésiode, Théogonie [détail des éditions] [lire en ligne] (v. 969).
- Pausanias, Description de la Grèce [détail des éditions] [lire en ligne] (I, 8, 2).